# NGC 3093
NGC 3093 is een elliptisch sterrenstelsel in het sterrenbeeld Sextant. Het hemelobject werd op 22 januari 1865 ontdekt door de Duitse astronoom Albert Marth.

## Synoniemen
- MCG 0-26-7
- ZWG 8.21
- NPM1G -02.0249
- PGC 28977